# MAN SD 202
Le MAN SD 202 était un autobus à deux étages (impériale) produit par le constructeur allemand d'autobus MAN de 1986 à 1992. Le MAN SD 202 était un autobus à deux étages standard de deuxième génération, successeur du SD 200. En 1982 et 1983, trois prototypes ont été construits, mais ce n'est qu'en 1986 que le véhicule est finalement entré en production. En 1992, la fabrication du SD 202 a été arrêtée, remplacé en 1995 par le MAN ND 202 à plancher bas à deux étages. Cet autobus a été développé pour la BVG de Berlin.

## Histoire
À la fin des années 1960, avec les impositions du VÖV (Association des entreprises de transport public) pour les autobus standard allemands, les types de véhicules ont été normalisés pour la première fois, environ une décennie plus tard, des efforts ont été faits pour remplacer les véhicules Standard I devenus obsolètes, avec des autobus unifiés plus modernes. Par conséquent, les constructeurs ont développé des modèles esthétiquement et techniquement actualisés, comme les autobus à un niveau ou articulés, courants à l'époque. Probablement à cause du marché très limité des autobus urbains à impériale, ce n'est qu'en 1982 que MAN a présenté le D 80, une évolution du SD (double étage standard). Contrairement aux modèles plus anciens comme le SD 200 construit de 1975 à 1985, le nouveau modèle a reçu une carrosserie provenant du seul carrossier restant à Berlin, Waggon-Union.

### Le premier prototype
Le premier prototype SD 202 remis au BVG, a été officiellement homologué le 11 mai 1982 et présenté au public. L'édition berlinoise du journal Bild-Zeitung écrivait, le 13 mai 1982 : "Nouveau bus BVG : plus grand, plus silencieux et des sièges baquets pour tout le monde"; l'article louait l'apparence moderne et élégante de l'autobus, les teintes harmonieuses banc, jaune et marron ainsi que le design intérieur rappelant une "Porsche géante" avec ses "sièges coque couleur léopard en jaune doré".
Par rapport à l'ancienne génération, les améliorations apportées pour les passagers, à savoir des surfaces vitrées plus grandes et la suppression des marches dans la zone d'embarquement et de descente, ont, bien entendu, été largement décrites dans l'article.
Mais techniquement, le SD 202 avait bien évolué. Ce premier exemplaire prototype de deuxième génération à impériale était équipé d'une transmission ZF F4 HP 500. La refonte complète de la carrosserie a également nécessité une modification de la disposition du système d'injection sur le moteur MAN D2566 MUN en raison de l'espace disponible, ce qui a permis au prototype de rester un exemplaire unique, non seulement pour son aménagement intérieur, de style de carrosserie mais aussi technique.

### Les 2 prototypes de pré-série
Un an et demi après la présentation du premier prototype, le deuxième véhicule prototype de type SD 202, a été homologué le 12 septembre 1983. La livrée correspondait aux couleurs habituelles des autobus à deux étages de la BVG en RAL 1002 et des sièges en tissu rouge. Le plancher était recouvert d'un tapis caoutchouc blanc pastillé (type Pirelli).
Comme pour la dernière série du SD 200 et le premier prototype, la motorisation était composée du moteur MAN D2566UH avec la boîte de vitesses Voith D851.2. Ce véhicule a été retiré du service en février 1998 et a été vendu à une compagnie de bus espagnole en 2000. Après une première utilisation à Madrid, il ensuite été utilisé comme autobus touristique à Valence.

### La version de série
Après que les trois premiers véhicules "Standard II à deux étages" aient été mises en service par le BVG, les exemplaires de série n'ont été construits qu'à partir de 1986 avec la série de 70 voitures N° 3503 à 3572, la première grande série de cette nouvelle génération d'autobus "Standard II à deux étages", connue sous le nom de SD 202. La livraison et la mise en service des 70 véhicules carrossés par Waggon-Union de Berlin sur des châssis motorisés MAN - appelés D 86 par le BVG - a été retardée jusqu'au printemps 1987, de sorte que le premier exemplaire N° 3550 n'a été mis en service que le 17 mars 1987. Cette série d'autobus n'était pas apte à recevoir des personnes avec fauteuil roulant (PMR). En raison de leur état, la plupart des véhicules de cette première série D 86 a été radiée par le BVG à partir de 1999. Les parties porteuses de la structure, massivement corrodées, auraient dû être remplacées. Pour éviter la surcharge des véhicules sur les lignes très fréquentées, un système de comptage a été installé. Un système de mesure du poids total a été testé, peu fiable, un système de comptage optique du nombre de passagers l'a remplacé.

## Années de production
Le SD 202 a souvent été appelé par le numéro du type de série correspondant à l'année de construction :
- 1980 : D 80 - 1er exemplaire prototype, voiture N° 3500[1].

- 1983 : D 83 - 2 exemplaires prototypes, N° 3501 & 3.502[2],[3].

- 1986 : D 86 - 1re série de 70 exemplaires "Standard II à deux étages" conforme aux critères de l'autobus standard allemand VÖV SL II. Voitures radiées à partir de 1999[4].

- 1987 : D 87 - 70 véhicules : cette série diffère des précédentes par quelques détails. Ces autobus étaient reconnaissables par le lettrage MAN en noir, auparavant argenté. Tous les SD 202, à partir de cette série, comportaient des caoutchoucs de fenêtres plus épais et de passages de roues plus incurvés. Les portes pneumatiques Kiekert ont été remplacées par des portes électriques Bode. Le dernier exemplaire D 87 a été radié le 22 décembre 2009[5].

- 1988 : D 88 - première série de 65 exemplaires à pouvoir accueillir des passagers PMR (avec fauteuil roulant). La grande majorité des véhicules de cette série a été retirée à l'automne 2000 en raison de leur mauvais état, les autres ont bénéficié d'un programme de rénovation[6].

- 1989 : D 89 - Série de 69 exemplaires. La principale modification apportée sur cette série est le système de chauffage entièrement nouveau. Sur les séries précédentes, des radiateurs individuels étaient montés sous les sièges à l'étage. Désormais, l'air chaud est réparti uniformément sur l'ensemble du pont supérieur au moyen de deux gaines dans le plancher. Les dossiers des sièges rendus cassants avec le temps, donc dangereux, ont été remplacés. Cette série a subi un refurbishing complet en 1999, vu le mauvais état général des véhicules[7].

- 1990 : D 90 - série de 71 exemplaires. Le système d'ouverture des portes a évolué pour permettre l'ouverture d'un seul vantail, en cas de besoin et d'une sécurité pour empêcher la fermeture des portes alors qu'un passager n'est pas encore complètement sorti. Des bandes caoutchouc étanches ont été installées sur les portes pour éviter les courants d'air. C'est sur une des voitures de cette série que le BVG a installé la première caméra de vidéo surveillance[8].

- 1991 : D 91 - Série la plus importante avec 81 exemplaires. Cette série adopte un feu arrière de brouillard. Pour régler définitivement le problème de casse des dossiers de sièges, des coques en aluminium ont remplacé celles en plastique[9].

- 1992 : D 92 - Dernière série de 40 exemplaires carrossés par Waggon-Union devenu ABB Henschel. Ces exemplaires ont été équipés d'une assistance ABS au freinage. En raison de son mauvais état, le premier exemplaire a été radié en 2005 et le dernier en décembre 2009[10].